# Molepolole
Molepolole é uma cidade localizada no distrito Kweneng em Botswana que dista 50 quilômetros da capital Gaborone. Possuía, em 2011, uma população estimada de 66 466 habitantes. É a cidade da tribo Bakwena (uma das principais tribos do Botswana).